# N877 (België)
De N877 is een gewestweg in de Belgische provincie Luxemburg. Deze weg vormt de verbinding tussen Noville en Bourcy.
De totale lengte van de N877 bedraagt ongeveer 3,5 kilometer.

## Plaatsen langs de N877
- Noville
- Bourcy